# Rovištanci
Rovištanci falu Horvátországban, Kapronca-Kőrös megyében. Közigazgatásilag Sokolovachoz tartozik.

## Fekvése
Kaproncától 12 km-re délnyugatra, községközpontjától 9 km-re délkeletre a  Bilo-hegység nyugati részén fekszik.

## Története
A falunak 1857-ben 20, 1910-ben 146 lakosa volt. Trianonig Belovár-Kőrös vármegye Kaproncai járásához tartozott. 2001-ben a falunak 71 lakosa volt.